# Pelvicachromis sacrimontis
Pelvicachromis sacrimontis ist ein Buntbarsch der im südöstlichen Nigeria zwischen den Mündungsbereichen von Niger und Cross River vorkommt.

## Merkmale
Pelvicachromis sacrimontis erreicht eine Maximallänge von 10 cm, hat einen schlanken, gestreckten Körper und ein stärker gerundetes Stirnprofil als der Purpurprachtbarsch (Pelvicachromis pulcher). Kopf und Körper sind hellbraun bis graubraun, wobei der Rücken etwas dunkler ist. Am Ende des Kiemendeckels befindet sich ein dunkler Fleck der oft blau irisierenden Ränder aufweist. Die Oberlippe ist bräunlich bis schwärzlich, die Unterlippe graubraun und rot bei der roten Morphe. Ein schwarzes Längsband verläuft vom hinteren Ende des Kiemendeckels bis auf die Schwanzflosse. Ein zweites Längsband erstreckt sich von der Kopfoberseite bis zum Ende der Rückenflosse. Zwischen den dunklen Längsbändern befindet sich ein weißliches bis gelbes Längsband, das die Breite des unteren dunklen Längsbandes erreicht oder etwas schmaler ist. Zwischen den Augen und zwischen dem Vorderrand der Augen und der Oberlippe befinden sich weitere dunkle Streifen. Der obere Augenrand ist golden. Die Brustflossen sind transparent bis hellgelb. Die Bauchflossen sind rötlich bis violett mit einem blauen Vorderrand. Einige Exemplare zeigen im oberen Abschnitt der Schwanzflosse und/oder im weichstrahligen Bereich der Rückenflosse einige schwarze Flecke.

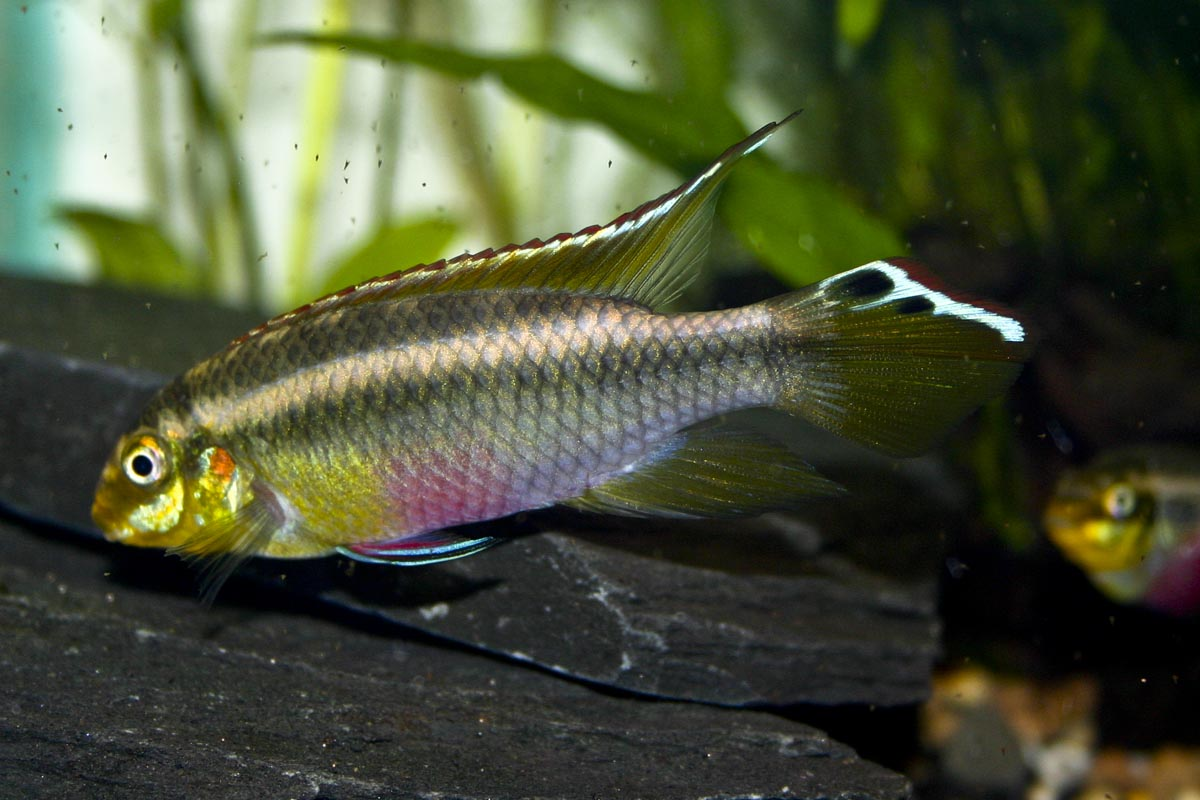
Pelvicachromis sacrimontis, Männchen der gelben Morphe

Die Fische zeigen einen deutlichen Geschlechtsdimorphismus und bei den Männchen lassen sich deutlich drei Farbmorphen unterscheiden. Die Rückenflosse und der obere Bereich der Schwanzflosse haben bei den Männchen einen roten Rand, drunter liegt ein weißer Streifen, der bei der Schwanzflosse auch irisierend bläulich sein kann. Die Afterflosse ist bläulich oder violett mit einem rötlichen Vorderrand. Bei der rötlichen Morphe sind die untere Kopfhälfte, die Körperseiten und der Bauch bis zum Ansatz der Afterflosse rot. Die gelbe Morphe hat gelbe bis bläuliche Wangen, eine gelbe Kehle, Körperseiten und Bauch sind gelb und am Bauch befindet sich ein roter Fleck, der bei gestressten oder unterdrückten Exemplaren verschwinden kann. Bei der grünen Morphe sind die gelben Partien der gelben Morphe grünlich.
Die Weibchen der drei Farbmorphen unterscheiden sich nur wenig. Ihre Rückenflosse ist im hartstrahligen Abschnitt dunkel bis dunkel orange gefärbt und im weichstrahligen Bereich gelb bis transparent. Ein farblich abgegrenzter Flossenrand ist nicht vorhanden. Während der Balz kann der hartstrahlige Abschnitt eine dunkelgraue bis schwärzliche Farbe annehmen. Schwanz- und Afterflosse sind transparent gelblich. Der Bauch ist rot, nach dem Ablaichen und während der Brutpflege aber hell. Körperseiten, Brust und der untere Kiemendeckel sind gelb bis bläulich, bei der roten Morphe manchmal auch rötlich und dunkel bis schwärzlich bei aggressiven oder brutpflegenden Exemplaren aller Morphen. Jungfische sind bis zu einer Standardlänge von 12 bis 15 cm braun und zeigen zwei, seltener auch drei unregelmäßige Längsreihen von Punkten.
- Flossenformel: Dorsale XV–XVII/8–10, Anale III/6–8.[3]

## Fortpflanzung
Die Fische sind monogam und legen ihren Laich in Höhlen ab. Beide Partner kümmern sich um Eier, Larven und Jungfische, die Weibchen jedoch intensiver. Die Larven schlüpfen drei Tage nach der Eiablage und werden von den Eltern auf den Boden der Höhle verbracht. Nach acht bis neun Tagen schwimmen sie frei und werden dann noch von beiden Eltern über einen Zeitraum von fünf bis sechs Wochen betreut und beschützt. Beide Geschlechter zeigen während der Brutpflege einen deutlicher ausgeprägten schwarzen Längsstreifen.

## Systematik
Die Art war in der Aquaristik schon einige Zeit als „Green Kribensis“, Pelvicachromis pulcher „Nigeria Red“, P. pulcher „Form B“ oder Pelvicachromis. sp. aff. pulcher bekannt, wurde im Jahr 1977 in einer Zeitschrift der Deutschen Cichliden-Gesellschaft erstmals beschrieben und nach Walter Heiligenberg (sacrimontis von Latein: „sacri“ = heilig und „montis“ = Berg), einem deutschen Biologen benannt. Da es Zweifel an der Gültigkeit der Art gab, veröffentlichte der österreichische Ichthyologe Anton Lamboj und sein Kollege C. Pichler im Jahr 2012 eine weitere wissenschaftliche Beschreibung im taxonomischen Fachmagazin Zootaxa, in der sie die Validität der Art bestätigten.

## Belege
1. 1 2 3 4 5 6  Anton Lamboj und C. Pichler, 2012. On the validity of Pelvicachromis sacrimontis Paulo, 1977 (Perciformes, Cichlidae), with designation of a neotype, and redescription of the species. Zootaxa 3436:61-68. DOI: 10.11646/zootaxa.3436.1.5
2. 1 2  Anton Lamboj: Die Cichliden des westlichen Afrikas. Verlag: Natur und Tier, 2006, ISBN 386-659000-8, Seite 184 u. 185.
3. ↑  Pelvicachromis sacrimontis auf Fishbase.org (englisch)
4. ↑  Paulo, J. (1977): Anmerkungen zur Gattung Pelvicachromis, speziell zur Berechtigung des Taxons Pelvichromis kribensis (Boulenger, 1911). DCG-Informationen V. 8 (Nr. 9): 161–168.